# شهرستان شدا
ناحیهٔ شدا (به عربی: مدیریة شداء) یک ناحیه در یمن است که در استان صعده واقع شده‌است.
ناحیهٔ شدا ۱۱٬۲۰۲ نفر جمعیت دارد.